# Alvin M. Weinberg
Alvin Martin Weinberg (/ˈwaɪnbɜːrɡ/; 20 de abril de 1915 - 18 de octubre de 2006) fue un físico nuclear estadounidense, administrador del Laboratorio Nacional Oak Ridge (LNOR) durante y después del Proyecto Manhattan. Se trasladó a Oak Ridge, Tennessee, en 1945 y permaneció allí hasta su muerte en 2006. Fue el primero en usar la expresión «pacto con el diablo» para describir la energía nuclear.
Licenciado por la Universidad de Chicago, donde se doctoró en biofísica matemática en 1939, se incorporó al laboratorio Metalúrgico del Proyecto Manhattan en septiembre de 1941. Al año siguiente, Eugene Wigner le delegó parte del grupo teórico cuya tarea era diseñar los reactores nucleares que convertirían uranio en plutonio.
Weinberg reemplazó a Wigner como Director de investigación en el LNOR en 1948, y se convirtió en director del laboratorio en 1955, que bajo su liderazgo trabajó en el programa de Propulsión Nuclear de Aeronaves. Fue pionero en muchos diseños de reactores innovadores, incluyendo los reactores de agua presurizada (PWRs) y los reactores de agua en ebullición (BWRs), que desde entonces se han convertido en los tipos de reactores dominantes en las centrales nucleares comerciales, y en los diseños de reactores con medios acuosos homogéneos.
En 1960, Weinberg fue designado a la presidencia del Comité de Ciencia durante el mandato de Eisenhower y más tarde estuvo al servicio de la administración Kennedy. Después de dejar el LNOR en 1973, pasó a dirigir la Oficina de Investigación y Desarrollo de la Energía en Washington D. C., en 1974. El año siguiente fundó y se convirtió en el primer director del Instituto de Análisis de Energía en la Asociación de Universidades de Oak Ridge (ORAU).

## Primeros años en Chicago
Alvin Martin Weinberg nació en 1915 en Chicago, Illinois, hijo de Jacob Weinberg y de Emma Levinson Weinberg, dos emigrantes judíos rusos que se conocieron en 1905 a bordo del barco que les llevaba a Estados Unidos. Tenía una hermana mayor, Fay Goleman, que había nacido el 30 de noviembre de 1910, y se volvería profesora de sociología en la Universidad del Pacífico. Fay fue madre del psicólogo y escritor Daniel  Goleman. 
Asistió al Instituto Theodore Roosevelt de Chicago, y continuó sus estudios en la Universidad de Chicago, en la que se graduó en física en 1935, y obtuvo su maestría al año siguiente. Se doctoró en esta misma universidad en biofísica matemática en 1939, escribiendo su tesis sobre los Fundamentos matemáticos de una teoría sobre periodicidad biofísica, bajo la supervisión de Carl Eckart. Posteriormente lamentaría el haber restringido su tesis a sistemas lineales, pasando por alto los interesantes sistemas no lineales, por cuyo estudio Ilya Prigogine recibiría el Premio Nobel de Química.
Mientras residía en Chicago, Weinberg fue contratado por la familia de Margaret Despres, una estudiante de la Universidad de Chicago, para darle clases de matemáticas. Margaret y Alvin se casaron el 14 de junio de 1940 y tuvieron dos hijos, David Robert Weinberg y Richard J. Weinberg.

## Laboratorio Metalúrgico

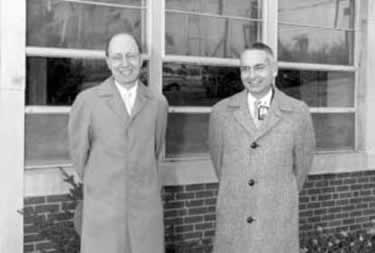
Eugene Wigner (izquierda) con Weinberg (derecha) en el Laboratorio Nacional Oak Ridge

Weinberg dio cursos en la facultad Junior Wright. Solicitó y recibió una beca del Consejo de Investigación Nacional para estudiar con Kenneth S. Cole en la Universidad de Columbia, pero finalmente no la aceptó, ya que Cole vino a Chicago para trabajar en el Proyecto Manhattan como biólogo de radiación. Weinberg fue reclutado para trabajar en su Laboratorio Metalúrgico en la Universidad de Chicago en septiembre de 1941 por Eckart y Samuel Allison, quienes necesitaban a alguien para trabajar en los cálculos de captura de neutrones de este último.
A principios de 1942, Arthur Compton concentró los diversos equipos del Proyecto Manhattan que trabajaban con plutonio en la Universidad de Chicago. Esto atrajo a muchos científicos importantes, incluidos Herbert Anderson, Bernard T. Feld, Enrico Fermi, Leó Szilárd y Walter Zinn de Columbia, y Edward Creutz, Gilbert Plass, Eugene Wigner y John Wheeler de la Universidad de Princeton. Weinberg se convirtió en un protegido de Wigner.
Wigner dirigía el Grupo Teórico en el Laboratorio Metalúrgico, que incluía a Alvin  Weinberg, Katharine Way, Gale Young y Edward Creutz. La tarea del grupo era diseñar los reactores nucleares de producción que convertirían el uranio en plutonio. En aquel momento, estos reactores solo existían sobre el papel, y todavía no se había conseguido construir ningún reactor que fuera autosuficiente. En julio de 1942, Wigner eligió un diseño conservador 100 MW, con un moderador de neutrones a base de grafito y enfriamiento por agua. La elección del agua como refrigerante fue controvertida en ese momento. Se sabía que el agua absorbía neutrones, reduciendo así la eficiencia del reactor, pero Wigner confiaba en que los cálculos de su grupo eran correctos y que el agua funcionaria, mientras que las dificultades técnicas involucradas en el uso de helio o metales fundidos como refrigerantes retrasaría el proyecto.
Después de que el Cuerpo de Ingenieros del Ejército de los Estados Unidos se hizo cargo del Proyecto Manhattan, se encomendó la responsabilidad del diseño detallado y la construcción de los reactores a la empresa Dupont, produciéndose fricciones entre la compañía por un lado y Wigner y su equipo por otro. Existían diferencias importantes entre el diseño del reactor de Wigner y el de Dupont, incluidos el aumento del número de tubos de proceso de 1500 en una disposición circular a 2004 en una matriz cuadrada, y la reducción de la potencia de 500 MW a 250 MW. Al final resultó que la decisión de diseño tomada por Dupont para dotar al reactor de tubos adicionales fue útil cuando envenenamiento de neutrones se convirtió en un problema para el Reactor B en Hanford Site. Los tubos extra permitieron una carga de combustible más grande para superar el envenenamiento. Sin estos tubos, el reactor habría tenido que funcionar a baja potencia hasta que se hubieran quemado suficientes impurezas de boro en el grafito para permitir que alcanzara la potencia máxima, lo que habría retrasado la operación completa hasta por un año.
Cuando los reactores de Hanford se pusieron en servicio, el Laboratorio Metalúrgico centró su atención en diseños teóricos. El descubrimiento de la fisión espontánea en el reactor de plutonio construido, debida a la contaminación por plutonio-240, llevó a Wigner a proponer el cambio de uranio-233 a partir del torio, pero esta idea fue acometida por el laboratorio Laboratorio Nacional de Los Álamos, que desarrolló un diseño de arma nuclear de tipo implosión. Wigner también estaba intrigado por la posibilidad de eliminar muchas de las complejidades de un reactor al tener el uranio en solución o en una suspensión en agua pesada. El Laboratorio Metalúrgico intentó encontrar una manera hacer viable estos procesos.
Entre los diseños de la competencia, Weinberg propuso el reactor de agua a presión, que finalmente se convertiría en el diseño más común. Esta era solo una de las muchas posibilidades sobre las que hablaron Weinberg y sus colegas en Chicago y Oak Ridge. Posteriormente, escribiría:

En aquellos días exploramos todas las clases de reactores, comparando las ventajas y desventajas de cada tipo. El número de posibilidades era enorme, dado que hay muchas posibilidades para cada componente de un reactor: combustible, refrigerante, moderador. El material fisible puede ser 233U, 235U o 239Pu; el refrigerante puede ser: agua, agua pesada, gas o metal fundido; el moderador puede ser: agua, agua pesada, berilio, grafito o, en un reactor de neutrones rápidos, ningún moderador. He calculado que, si se contaran todas las combinaciones de combustible, refrigerante y moderador, uno podría identificar aproximadamente mil tipos de reactores distintos. Por lo tanto, al comienzo de la energía nuclear, tuvimos que elegir qué posibilidades seguir, y cuáles ignorar.

El éxito definitivo del reactor de agua a presión,  escribió, se debió no tanto a las características superiores del agua, sino a la decisión de alimentar el prototipo del reactor térmico submarino Mark I con una versión a presión del reactor de prueba de materiales diseñado en Oak Ridge. Una vez que el agua a presión se estableció como una solución fiable, otras posibilidades se volvieron demasiado caras para ser llevadas adelante, pero Weinberg siguió interesado en ellas. Según Freeman Dyson, fue el único pionero nuclear que apoyó la investigación del amplio universo del diseño de reactores.

## Trabajo en Oak Ridge
En 1945, Wigner aceptó un puesto como Director de Investigación en los Laboratorios Clinton en Oak Ridge (Tennessee), que llegaría a contar con una plantilla de unos 800 trabajadores. Se llevó con él a sus protegidos Gale Young, Katherine Way y Weinberg. Weinberg, quien fue el primero en llegar a Oak Ridge en mayo de 1945, se convirtió en jefe de la División de Física en 1946. Pero después de que la Comisión de Energía Atómica de los Estados Unidos asumió la responsabilidad de las operaciones del laboratorio del Proyecto Manhattan a principios de 1947, Wigner sintió que ya no estaba capacitado para dirigir el proyecto en el nuevo entorno, por lo que dejó Oak Ridge a finales del verano de 1947 y regresó a la Universidad de Princeton.
La administración de los Laboratorios Clinton pasó de Monsanto a la Universidad de Chicago en mayo de 1947, y luego a Union Carbide en diciembre de 1947. El influyente Comité Asesor General de la Comisión de Energía Atómica, presidido por Robert Oppenheimer, recomendó que todo el trabajo en los reactores se concentrara en el Laboratorio Nacional Argonne, el sucesor del Laboratorio Metalúrgico, cerca de Chicago. También hubo competencia por el personal y los recursos del recientemente establecido Laboratorio Nacional de Brookhaven cerca de Nueva York. La moral de los trabajadores estaba muy baja, y no se encontró a nadie que asumiera el trabajo de Director de Investigación en el Laboratorio, rebautizado como Laboratorio Nacional Oak Ridge (LNOR) en enero de 1948. Al menos seis personas rechazaron el trabajo antes de que el director interino de Union Carbide, Nelson (Bunny) Rucker, le pidió a Weinberg que se convirtiera en Director de Investigación en marzo de 1948.
Posteriormente, Weinberg fue nombrado director general en 1955. A menudo se sentaba en primera fila en las reuniones de información de la división del LNOR y hacía la primera pregunta, a menudo muy penetrante, después de cada charla científica. Para los jóvenes científicos que realizaban su primera presentación, la experiencia pudo ser aterradora, pero también emocionante y estimulante. Cuando se le preguntó cómo encontró el tiempo necesario para asistir a cada reunión, Weinberg respondió en tono de broma: "No teníamos un Departamento de Energía de los Estados Unidos en esos días".

### Desarrollo de un reactor
La Aeronave de Propulsión Nuclear (APN), era el mayor proyecto dentro del programa del LNOR, utilizando 25% de los recursos presupuestarios del Laboratorio. El objetivo militar del proyecto APN era producir una aeronave de propulsión nuclear (un bombardero) para vencer las limitaciones de radio de acción de los aviones a reacción de entonces. Se sabía que aquel proyecto tenía pocas posibilidades de éxito, pero  proporcionó ocupación a los miembros del LNOR necesaria para mantenerse en el negocio del desarrollo del reactor nuclear. El Laboratorio consiguió construir este reactor, y se puso a prueba un prototipo operativo en una central eléctrica. Se trataba del primer reactor para una aeronave creado en el mundo, refrigerado por sal fundida. El  proyecto de la Aeronave con Reactor Experimental (ARE) de 1954, se desarrolló un reactor capaz de funcionar a una temperatura récord de 870 °C. Sin embargo, debido al riesgo de exponer a la radiacióna los tripulantes, y a las personas en tierra en el caso de un accidente, los nuevos desarrollos se centraron en las tecnologías de los misiles balísticos, del reabastecimiento en vuelo y de los bombarderos a reacción más eficientes y de mayor alcance, y el presidente Kennedy canceló el programa de la aeronave de propulsión nuclear en junio de 1961.